# 과테말라검은고함원숭이
과테말라검은고함원숭이 또는 유가탄검은고함원숭이(Alouatta pigra)는 중앙아메리카에 사는 신세계원숭이에 속하는 고함원숭이의 일종이다. 브라질과 과테말라 그리고 유카탄반도 근처의 멕시코에서 발견된다. 상록수림과 반낙엽수림 그리고 저지대 우림에 산다. 또한 벨리즈에서는 바분(Baboon)으로도 알려져 있지만, 아프리카에 사는 개코원숭이와는 관계가 없다. 벨리즈의 비비원숭이 군집지 보호구역과 콕스콤분지 야생동물 보호구역 그리고 그곳의 여러 고고학 유적지에서도 흔하게 발견된다.

## 설명
과테말라검은고함원숭이는 고함원숭이 중에서 가장 큰 종이며, 신세계원숭이 중 가장 큰 원숭이의 하나이다. 과테말라검은고함원숭이 수컷은 다른 중앙아메리카 원숭이 종들 중 어는 종보다도 크다. 평균적으로, 수컷의 몸무게는 11.4 kg이며, 암컷은 6.4 kg 정도이다. 몸 길이는 꼬리를 제외하고 약 521~539 mm 사이이다. 꼬리 길이는 590 mm에서 690 mm 사이이다. 다 자란 암수는 모두, 길고 검은 털과 물체를 쥘 수 있는 꼬리를 갖게 되는 반면에, 새끼들의 털은 갈색이다. 생후 4개월이 지난 수컷은 흰 음낭을 갖는다.